# 이소희 (가수)
이소희는 대한민국의 가수다. 2016년 싱글 《One Way》로 데뷔했다.

## 방송
- 씨씨엠스타 3 (2015) - 금상

## 음반
- 완전하신 그 사랑 안에서 (2021)

### 디엔젤
- One Way (2016)
- JG Music 1st (2017)
- 내 모든 삶의 행동 주 안에 (EVERY MOVE I MAKE) (2018)